# Casa Maria Ferret
La casa Maria Ferret és un edifici de Vilafranca del Penedès (Alt Penedès) inclòs a l'Inventari del Patrimoni Arquitectònic de Catalunya.

## Descripció
La Casa Maria Ferret està situada a la cantonada entre el carrer del Cid nº19 i el carrer de Sant Ramon de Penyafort nº1. És un edifici entre mitgeres, amb una composició simètrica de la façana a les dues cantonades. Consta de planta baixa i un pis sota coberta de teula àrab a dues vessants. Els portals de la planta baixa són d'arc rebaixat. Una línia de separació dels pisos i una cornisa marquen una linealitat horitzontal, trencada pel coronament de l'edifici. Són remarcables en l'obra els elements decoratius (garlandes de fulles de llorer tractades en volum, baranes, etc.). Es combinen els elements de l'arquitectura popular amb el llenguatge modernista.

## Història
L'edifici no és de nova planta. La reforma expressa la intenció (present també en altres cases vilafranquines) d'augmentar la qualitat i d'ennoblir façanes de tipus popular.
Maria Ferrer i Pons, vídua de Jaume Rosich, va encarregar el projecte de reforma de l'arquitecte Santiago Güell i Grau. Els plànols, conservats a l'arxiu de l'Ajuntament de Vilafranca del Penedès, tenen data del 15 de desembre de l'any 1919. El 12 de maig de 1920 l'Ajuntament va aprovar la realització de l'obra.